# Soba

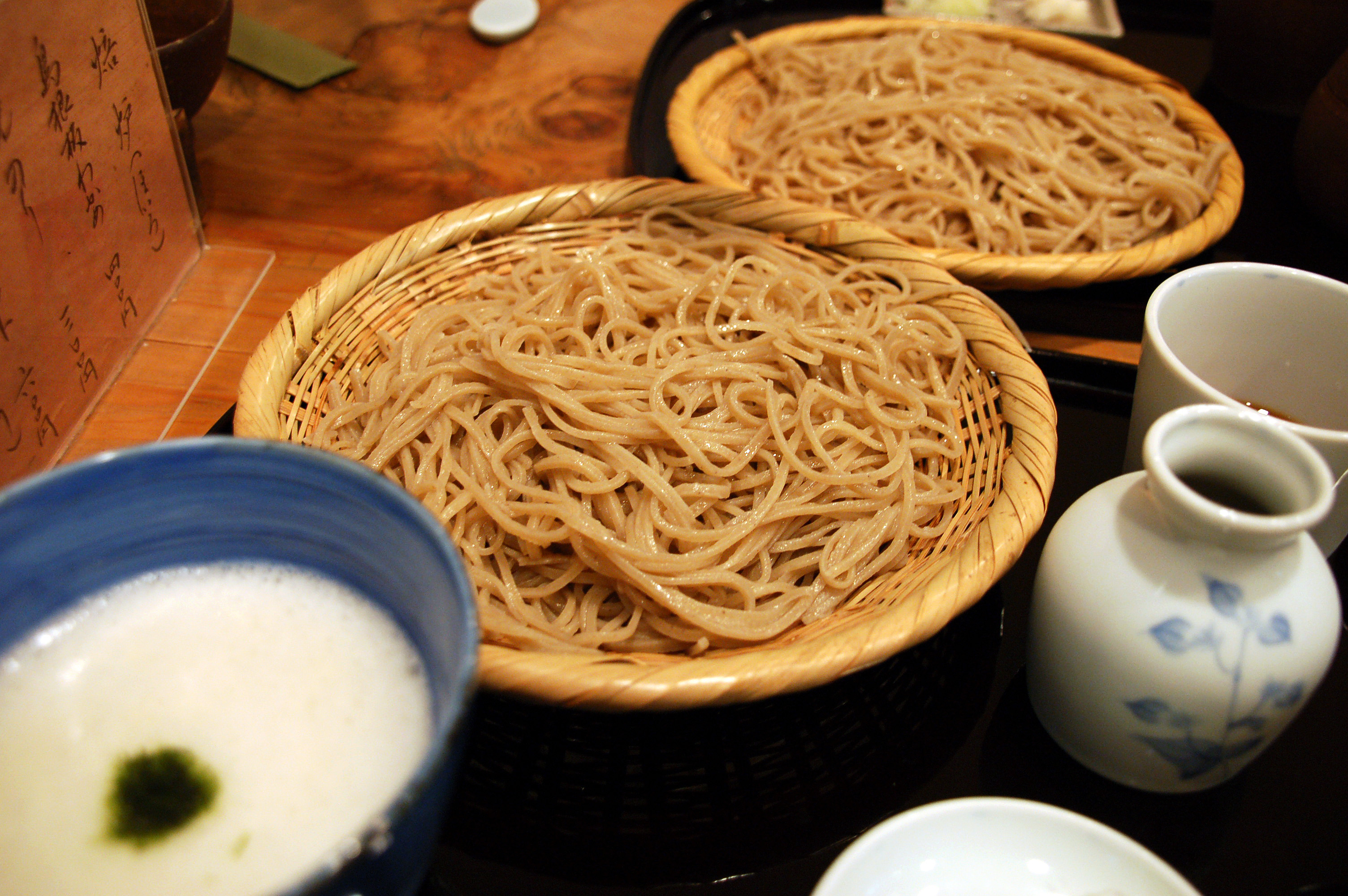
Zaru soba

Soba (japonsky 蕎麦 – soba), znamená v japonštině pohanka, ale označují se tak i pohankové nudle soba.
Nudle soba mají přirozeně světle hnědou barvu, ale občas se dochucují a přibarvují zeleným čajem, popřípadě kůrou japonského citronu ičang papeda (japonsky 柚子 [juzu], latinsky Citrus junos). Jsou velmi populární studené (zaru soba – 笊蕎麦) kdy se servírují na proutěném podnosu či bambusovém prostírání.

## Omáčky
Ke studeným nudlím zaru soba se podává omáčka cuju (汁), do níž se pro zvýraznění chuti přidává jarní cibulka a křenová pasta wasabi (山葵).

## Podávání
Nudle soba se mohou též podávat s teplým vývarem obsahujícím množství sójové omáčky. Na nudle se klade ještě řada dalších surovin, všeobecně označovaných jako kake soba (掛け蕎麦), které mají nespočet podob, jako například tempura (天麩羅), smažené tofu (豆腐), sušené sardinky nebo syrový vaječný žloutek.